# Asunción Cacalotepec
Asunción Cacalotepec là một đô thị thuộc bang Oaxaca, México. Năm 2005, dân số của đô thị này là 2095 người.